# Championnats d'Europe juniors de natation 2012
Navigation
Édition précédente Édition suivante
La 39e édition des Championnats d'Europe juniors de natation se déroule du 4 au 8 juillet 2012 à Anvers en Belgique, ville qui est hôte de cette compétition pour la 4e fois après 1991, 1998 et 2007. Cette compétition est organisée sous l'égide de la Ligue européenne de natation.

## Faits marquants
Cette compétition a été largement dominée par l'équipe de Russie, qui a glané 22 médailles, dont 12 en or. 
Sur le plan individuel, chez les filles les performances de la russe Mariya Baklakova lui ont permis de remporter 5 titres sur (100 mètres nage libre, 200 mètres nage libre, 4 × 100 mètres nage libre, 4 × 200 mètres nage libre et 4 × 100 mètres).
Chez les garçons, c'est l'allemand Maximilian Oswald qui a marqué les esprits, repartant de Belgique avec 6 médailles, dont 2 titres sur (50 mètres nage libre et 100 mètres nage libre), 3 médailles d'argent (200 mètres nage libre, 4 × 100 mètres nage libre, 4 × 200 mètres nage libre) et une médaille de bronze sur (50 m papillon).

## Podiums

### Garçons
| Épreuve                | Or                                                                             | Or             | Argent                                                                     | Argent         | Bronze                                                                        | Bronze         |
| ---------------------- | ------------------------------------------------------------------------------ | -------------- | -------------------------------------------------------------------------- | -------------- | ----------------------------------------------------------------------------- | -------------- |
| Nage libre             |                                                                                |                |                                                                            |                |                                                                               |                |
| 50 m                   | Maximilian Oswald Allemagne                                                    | 22 s 28        | Volodymyr Suschyk Ukraine                                                  | 22 s 60        | Bohdan Plavin Ukraine                                                         | 22 s 63        |
| 100 m                  | Maximilian Oswald Allemagne                                                    | 49 s 68        | Stepan Surkov Russie                                                       | 50 s 27        | Oscar Ekstroem Suède                                                          | 50 s 35        |
| 200 m                  | Riccardo Maestri Italie                                                        | 1 min 48 s 62  | Maximilian Oswald Allemagne                                                | 1 min 49 s 55  | Christian Scherübl Autriche                                                   | 1 min 49 s 67  |
| 400 m                  | Gabriele Detti Italie                                                          | 3 min 49 s 67  | Matthew Johnson Royaume-Uni                                                | 3 min 51 s 04  | James Guy Royaume-Uni                                                         | 3 min 51 s 84  |
| 800 m                  | Anton Ørskov Ipsen Danemark                                                    | 8 min 09 s 67  | Joel Knight Royaume-Uni                                                    | 8 min 12 s 64  | Martin Bau Slovénie                                                           | 8 min 15 s 97  |
| 1 500 m                | Jan Micka République tchèque                                                   | 15 min 23 s 46 | Maximilian Bock Allemagne                                                  | 15 min 24 s 20 | Marcin Kaczmarski Pologne                                                     | 15 min 28 s 78 |
| Dos                    |                                                                                |                |                                                                            |                |                                                                               |                |
| 50 m                   | Niccolò Bonacchi Italie                                                        | 25 s 46        | Tomer Zamir Israël                                                         | 25 s 76        | Viktar Staselovich Biélorussie Nikita Ulyanov Russie                          | 25 s 88        |
| 100 m                  | Andrey Shabasov Russie                                                         | 55 s 24        | Fabio Laugeni Italie                                                       | 55 s 31        | Niccolò Bonacchi Italie                                                       | 55 s 63        |
| 200 m                  | Joseph Patching Royaume-Uni                                                    | 1 min 59 s 45  | Luca Mencarini Italie                                                      | 1 min 59 s 66  | Danas Rapšys Lituanie                                                         | 2 min 00 s 12  |
| Brasse                 |                                                                                |                |                                                                            |                |                                                                               |                |
| 50 m                   | Oleg Utekhin Russie                                                            | 27 s 57        | Ross Murdoch Royaume-Uni                                                   | 28 s 09        | Johannes Skagius Suède                                                        | 28 s 41        |
| 100 m                  | Danila Artiomov Moldavie                                                       | 1 min 1 s 60   | Johannes Skagius Suède                                                     | 1 min 1 s 61   | Craig Harry Benson Royaume-Uni                                                | 1 min 1 s 64   |
| 200 m                  | Marat Amaltdinov Russie                                                        | 2 min 13 s 15  | Ross Murdoch Royaume-Uni                                                   | 2 min 14 s 53  | Bolkvadze Irakli Géorgie                                                      | 2 min 15 s 46  |
| Papillon               |                                                                                |                |                                                                            |                |                                                                               |                |
| 50 m                   | Mihael Vukić Croatie                                                           | 23 s 96        | Benjamin Proud Royaume-Uni                                                 | 24 s 11        | Maximilian Oswald Allemagne                                                   | 24 s 21        |
| 100 m                  | Andreas Vazaios Grèce                                                          | 53 s 43        | Michał Poprawa Pologne                                                     | 53 s 48        | Albert Puig Espagne                                                           | 53 s 77        |
| 200 m                  | Matthew Johnson Royaume-Uni                                                    | 1 min 58 s 50  | Andrey Tambovskiy Russie                                                   | 1 min 59 s 25  | Tobias Zajusch Allemagne                                                      | 1 min 59 s 78  |
| Quatre nages           |                                                                                |                |                                                                            |                |                                                                               |                |
| 200 m                  | Albert Puig Espagne                                                            | 2 min 00 s 95  | Andreas Vazaios Grèce                                                      | 2 min 01 s 73  | Phillipp Forster Allemagne                                                    | 2 min 01 s 94  |
| 400 m                  | Matthew Johnson Royaume-Uni                                                    | 4 min 17 s 26  | Kevin Wedel Allemagne                                                      | 4 min 21 s 50  | Semen Makovich Russie                                                         | 4 min 21 s 86  |
| Relais                 |                                                                                |                |                                                                            |                |                                                                               |                |
| 4 × 100 m nage libre   | Russie Aleksey Amosov Maksim Startcev Stepan Surkov Aleksandr Popkov           | 3 min 20 s 82  | Allemagne Tim-Thorben Suck Noel Gogler Tony Fitterer Maximilian Oswald     | 3 min 21 s 18  | Pologne Daniel Rzadkowski Sebastian Szczepanski Filip Bujoczek Michał Poprawa | 3 min 21 s 96  |
| 4 × 200 m nage libre   | Italie Riccardo Maestri Damiano Corapi Gabriele Detti Andrea Mitchell D'Arrigo | 7 min 19 s 56  | Allemagne Jacob Heidtmann Maximilian Oswald Tim-Thorben Suck Poul Zellmann | 7 min 23 s 19  | Russie Aleksandr Popkov Stepan Surkov Aleksandr Dudik Maksim Startcev         | 7 min 23 s 79  |
| 4 × 100 m quatre nages | Italie Fabio Laugeni Andrea Bazzoli Francesco Giordano Giacomo Ferri           | 3 min 41 s 36  | Russie Andrey Shabasov Vsevolod Zanko Aleksandr Popkov Stepan Surkov       | 3 min 41 s 49  | Royaume-Uni Joseph Patching Craig Harry Benson Sam Horrocks Leo Jaggs         | 3 min 42 s 84  |

### Filles
| Épreuve                | Or                                                                                 | Or             | Argent                                                                     | Argent         | Bronze                                                                                    | Bronze         |
| ---------------------- | ---------------------------------------------------------------------------------- | -------------- | -------------------------------------------------------------------------- | -------------- | ----------------------------------------------------------------------------------------- | -------------- |
| Nage libre             |                                                                                    |                |                                                                            |                |                                                                                           |                |
| 50 m                   | Anna-Stéphanie Dietterle Allemagne                                                 | 25 s 40        | Rozaliya Nasretdinova Russie                                               | 25 s 65        | Nastja Govejsek Slovénie                                                                  | 25 s 68        |
| 100 m                  | Mariya Baklakova Russie                                                            | 55 s 08        | Anna-Stéphanie Dietterle Allemagne                                         | 55 s 42        | Amelia Maughan Royaume-Uni                                                                | 55 s 64        |
| 200 m                  | Mariya Baklakova Russie                                                            | 1 min 58 s 59  | Diletta Carli Italie                                                       | 1 min 59 s 75  | Mie Østergaard Nielsen Danemark                                                           | 1 min 59 s 91  |
| 400 m                  | Diletta Carli Italie                                                               | 4 min 09 s 36  | Ksenia Yuskova Russie                                                      | 4 min 12 s 28  | Camille Gheorghiu France                                                                  | 4 min 12 s 64  |
| 800 m                  | Lena-Sophie Bermel Allemagne                                                       | 8 min 48 s 07  | Spela Perse Slovénie                                                       | 8 min 49 s 14  | Irene Andrea Lope Espagne                                                                 | 8 min 49 s 36  |
| 1 500 m                | Edith Mattens Belgique                                                             | 17 min 05 s 58 | Katarzyna Kasperek Pologne                                                 | 17 min 09 s 36 | Iuliia Snoz Russie                                                                        | 17 min 20 s 89 |
| Dos                    |                                                                                    |                |                                                                            |                |                                                                                           |                |
| 50 m                   | Mie Nielsen Danemark                                                               | 28 s 51        | Anna-Stephanie Dietterle Allemagne                                         | 28 s 73        | Jessica Fullalove Royaume-Uni                                                             | 28 s 99        |
| 100 m                  | Mie Nielsen Danemark                                                               | 1 min 00 s 87  | Jessica Fullalove Royaume-Uni                                              | 1 min 01 s 72  | Ambra Esposito Italie                                                                     | 1 min 02 s 57  |
| 200 m                  | Iuliia Larina Russie                                                               | 2 min 11 s 07  | Iryna Glavnyk Ukraine                                                      | 2 min 12 s 87  | Ambra Esposito Italie                                                                     | 2 min 14 s 45  |
| Brasse                 |                                                                                    |                |                                                                            |                |                                                                                           |                |
| 50 m                   | Margarethe Hummel Allemagne                                                        | 31 s 55        | Sophie Taylor Royaume-Uni                                                  | 31 s 76        | Anna Sztankovics Hongrie                                                                  | 31 s 98        |
| 100 m                  | Anna Sztankovics Hongrie                                                           | 1 min 08 s 43  | Margarethe Hummel Allemagne                                                | 1 min 09 s 33  | Julia Willers Allemagne                                                                   | 1 min 10 s 02  |
| 200 m                  | Molly Renshaw Royaume-Uni                                                          | 2 min 27 s 66  | Anna Sztankovics Hongrie                                                   | 2 min 28 s 63  | Sophie Taylor Royaume-Uni                                                                 | 2 min 29 s 55  |
| Papillon               |                                                                                    |                |                                                                            |                |                                                                                           |                |
| 50 m                   | Louise Hansson Suède                                                               | 26 s 53        | Svetlana Chimrova Russie                                                   | 26 s 62        | Elena Czeschner Allemagne                                                                 | 27 s 14        |
| 100 m                  | Svetlana Chimrova Russie                                                           | 59 s 07        | Liliana Szilagyi Hongrie                                                   | 59 s 91        | Christina Munkholm Danemark                                                               | 1 min 00 s 24  |
| 200 m                  | Liliana Szilagyi Hongrie                                                           | 2 min 10 s 53  | Elena Czeschner Allemagne                                                  | 2 min 12 s 10  | Rosalie Kaethner Allemagne                                                                | 2 min 14 s 45  |
| Quatre nages           |                                                                                    |                |                                                                            |                |                                                                                           |                |
| 200 m                  | Dalma Sebestyen Hongrie                                                            | 2 min 16 s 09  | Iryna Glavnyk Ukraine                                                      | 2 min 17 s 06  | Reka Gyorgy Hongrie                                                                       | 2 min 17 s 20  |
| 400 m                  | Iuliia Larina Russie                                                               | 4 min 44 s 70  | Maria Vilas Vidal Espagne                                                  | 4 min 45 s 48  | Chloe Tutton Royaume-Uni                                                                  | 4 min 48 s 47  |
| Relais                 |                                                                                    |                |                                                                            |                |                                                                                           |                |
| 4 × 100 m nage libre   | Russie Mariya Baklakova Valeriia Kolotushkina Rozaliya Nasretdinova Ksenia Yuskova | 3 min 43 s 12  | Royaume-Uni Grace Vertigans Chloe Tutton Harriet Cooper Amelia Maughan     | 3 min 45 s 18  | Pays-Bas Amy De Langen Denise Van Ark Rosa Veerman Esmee Vermeulen                        | 3 min 45 s 51  |
| 4 × 200 m nage libre   | Russie Mariya Baklakova Ksenia Yuskova Anastasia Guzhenkova Valeriia Kolotushkina  | 8 min 06 s 85  | Italie Diletta Carli Miriana Durante Gioelemaria Origlia Francesca Annis   | 8 min 11 s 56  | Espagne Marta Ruiz Dominguez Fatima Gallardo Carapeto Maria Vilas Vidal Irene Andrea Lope | 8 min 11 s 94  |
| 4 × 100 m quatre nages | Russie Iuliia Larina Anna Belousova Valeriia Kolotushkina Mariya Baklakova         | 4 min 07 s 61  | Royaume-Uni Jessica Fullalove Sophie Taylor Grace Vertigans Harriet Cooper | 4 min 08 s 40  | Allemagne Selina Hocke Margarethe Hummel Elena Czeschner Anna-Stephanie Dietterle         | 4 min 08 s 80  |

## Tableau des médailles
| Rang  | Nation             | Or | Argent | Bronze | Total |
| ----- | ------------------ | -- | ------ | ------ | ----- |
| 1     | Russie             | 12 | 6      | 4      | 22    |
| 2     | Italie             | 6  | 4      | 3      | 13    |
| 3     | Allemagne          | 5  | 9      | 7      | 21    |
| 4     | Royaume-Uni        | 4  | 9      | 7      | 20    |
| 5     | Hongrie            | 3  | 2      | 2      | 7     |
| 6     | Danemark           | 3  | 0      | 2      | 5     |
| 7     | Espagne            | 1  | 1      | 3      | 5     |
| 8     | Suède              | 1  | 1      | 2      | 4     |
| 9     | Grèce              | 1  | 1      | 0      | 2     |
| 10    | Belgique           | 1  | 0      | 0      | 1     |
| 10    | Croatie            | 1  | 0      | 0      | 1     |
| 10    | Moldavie           | 1  | 0      | 0      | 1     |
| 10    | République tchèque | 1  | 0      | 0      | 1     |
| 14    | Ukraine            | 0  | 3      | 1      | 4     |
| 15    | Pologne            | 0  | 2      | 2      | 4     |
| 16    | Slovénie           | 0  | 1      | 2      | 3     |
| 17    | Israël             | 0  | 1      | 0      | 1     |
| 18    | Autriche           | 0  | 0      | 1      | 1     |
| 18    | Biélorussie        | 0  | 0      | 1      | 1     |
| 18    | Géorgie            | 0  | 0      | 1      | 1     |
| 18    | France             | 0  | 0      | 1      | 1     |
| 18    | Lituanie           | 0  | 0      | 1      | 1     |
| 18    | Pays-Bas           | 0  | 0      | 1      | 1     |
| Total | Total              | 40 | 40     | 41     | 121   |